# Маріетта (Техас)
Маріетта (англ. Marietta) — місто (англ. town) в США, в окрузі Кесс штату Техас. Населення — 115 осіб (2020).

## Географія
Маріетта розташована за координатами 33°10′25″ пн. ш. 94°32′33″ зх. д. / 33.17361° пн. ш. 94.54250° зх. д. (33.173548, -94.542531).  За даними Бюро перепису населення США в 2010 році місто мало площу 1,50 км², уся площа — суходіл.

## Демографія
Згідно з переписом 2010 року, у місті мешкали 134 особи в 64 домогосподарствах у складі 40 родин. Густота населення становила 89 осіб/км².  Було 73 помешкання (49/км²).
Расовий склад населення:
| - 92,5 % — білих - 7,5 % — чорних або афроамериканців |

До двох чи більше рас належало 0,0 %. Частка іспаномовних становила 0,7 % від усіх жителів.
За віковим діапазоном населення розподілялося таким чином: 13,4 % — особи молодші 18 років, 48,5 % — особи у віці 18—64 років, 38,1 % — особи у віці 65 років та старші. Медіана віку мешканця становила 58,5 року. На 100 осіб жіночої статі у місті припадало 97,1 чоловіків;  на 100 жінок у віці від 18 років та старших — 81,2 чоловіків також старших 18 років.
Середній дохід на одне домашнє господарство  становив 36 995 доларів США (медіана — 30 893), а середній дохід на одну сім'ю — 47 881 долар (медіана — 36 250). За межею бідності перебувало 13,8 % осіб, у тому числі 14,3 % дітей у віці до 18 років та 10,0 % осіб у віці 65 років та старших.
Цивільне працевлаштоване населення становило 46 осіб. Основні галузі зайнятості: виробництво — 34,8 %, освіта, охорона здоров'я та соціальна допомога — 23,9 %, фінанси, страхування та нерухомість — 17,4 %.